# Slogen
Le Slogen est un sommet des Alpes de Sunnmøre situé dans la commune d'Ørsta, dans le comté de Møre og Romsdal, en Norvège. Il s'élève à 1 564 m d'altitude et domine le Hjørundfjord, comme son voisin, le Jakta.
Le Slogen aurait été gravi pour la première fois par Jon Klokk en 1870. C'est maintenant un but de randonnée renommé,.